# Wincenty Stawiński
Wincenty Stawiński (ur. 19 stycznia 1907 w Woli Zbrożkowej, zm. 30 lipca 1955 w Łodzi) – poseł Krajowej Rady Narodowej (1943–1947) i Sejmu Ustawodawczego (1947–1952) z ramienia PPS, reprezentujący okręg Pabianice.

## Życiorys
W 1921 ukończył szkołę powszechną w Łodzi, następnie pracował jako chłopiec biurowy w Powiatowym Kole Związku Inwalidów Wojennych w Łodzi. W 1925 pracował jako praktykant biurowy i biuralista w zakładach przemysłowych. W 1926 pracował w łódzkiej Kasie Chorych. Od marca 1929 do września 1930 pełnił służbę wojskową w Pułku Piechoty Legionów w Zamościu. W latach 1932–1934 był referentem w Magistracie miasta Łodzi. Został zwolniony za działalność polityczną i związkową oraz organizowanie strajków. Od 1935 był sekretarzem – funkcjonariuszem Okręgowej Komisji Związków Zawodowych w Łodzi.
W 1923 wstąpił do OMTUR przy dzielnicy Bałuty, zostając kolejno sekretarzem Koła, Komitetu Wykonawczego, i przewodniczącym Łódzkiej OMTUR oraz członkiem Komitetu Centralnego. Od 1924 należał do PPS w dzielnicy Bałuty, gdzie pełnił funkcję sekretarza (1926–1929), którym został ponownie po powrocie z wojska w 1930 roku. Następnie był wiceprzewodniczącym, a w 1933 przewodniczącym dzielnicy Bałuty. Od 1932 był członkiem Łódzkiego Okręgowego Komitetu Robotniczego PPS, a następnie wiceprzewodniczącym Łódzkiej Organizacji PPS (1934–1939).
W latach 1937–1939 był redaktorem naczelnym „Łodzianina”. W 1938 został radnym rady miejskiej w Łodzi z ramienia PPS i Klasowych Związków Zawodowych, będąc jednocześnie sekretarzem klubu. W październiku 1939 po wybuchu II wojny światowej był organizatorem nielegalnej organizacji złożonej z byłych członków i sympatyków PPS, która została przekształcona 1 maja 1941 w organizację Polscy Socjaliści. Był kierownikiem jej wydziału organizacyjnego oraz współredagował nielegalne periodyki „Walka Ludu” i „Barykady”. Został aresztowany 21 listopada 1941 przez Gestapo i osadzony w więzieniu na 10 miesięcy, następnie przez 5 tygodni przebywał w więzieniu w Radogoszczu, by później ostać wywiezionym do obozu koncentracyjnego w Mauthausen, gdzie przebywał do wyzwolenia przez armię amerykańską, 5 maja 1945. W czerwcu 1945 powrócił do Łodzi, gdzie zaangażował się ponownie w działalność PPS, zostając II sekretarzem Wojewódzkiego Komitetu PPS w Łodzi i członkiem Rady Naczelnej PPS. Był członkiem Miejskiej Rady Narodowej i przewodniczącym Klubu Radnych PPS. W latach 1946–1947 był posłem Krajowej Rady Narodowej, a następnie w latach 1947–1952 Sejmu Ustawodawczego z ramienia PPS, reprezentując okręg Pabianice. Był członkiem Komisji Handlu Wewnętrznego i Spółdzielczości oraz Komisji Przemysłowej.

## Odznaczenia
- Order Krzyża Grunwaldu III klasy,
- Srebrny Krzyż Zasługi (1946).